# Mount Mooney
Mount Mooney ist ein 2850 m hoher Berg im westantarktischen Marie-Byrd-Land. Er ragt am Nordrand der La Gorce Mountains oberhalb des mittleren Abschnitts des Robison-Gletschers auf.
Entdeckt wurde er im Dezember 1934 von der geologischen Mannschaft um Quin Blackburn (1900–1981) bei der zweiten Antarktisexpedition (1933–1935) des US-amerikanischen Polarforschers Richard Evelyn Byrd. Byrd benannte ihn nach James Elliott Mooney (1901–1968), der diese und spätere Expeditionen Byrds unterstützte und von 1959 bis 1965 für das United States Antarctic Program tätig war.